# كحول سيتوستيريلي
الكحول السيتوستيريلي عبارة عن مزيج من الكحولات الدهنية، والتي تتألف بشكل أساسي من الكحول السيتيلي والكحول الستيريلي.

## الاستخدام الصيدلاني
بستخدم الكحول السيتوستيريلي مطرِّ ( ملين ) emollient ، عامل مستحلب ، عامل رافع للزوجة .
تُستخدم هذه المادة في صناعة مستحضرات التجميل و الأشكال الفموية أو الموضعية . ففي الأشكال الموضعية يُعد هذا الكحول عاملاً ميبساً stiffen agent و عاملاً مستحلباً في نمطي المستحلبات ز/م و م/ز .
كما يلعب دوراً مثبتاً للمستحلب عندما يشارك مع عامل مستحلب آخر أكثر حباً للماء كالعوامل المستحلبة الأنبوبية ( ذات الشحنة السالبة ) يشكل مستحل من نمط ز/م ذات ثبات جيد في مجال واسع من الـ أس هيدروجيني . كما تستخدم هذه المادة في تحضير الكريمات و اللصاقات غير المائية .

## التأثير على صحة الجسم
تُعتبر عموماً مادة غير سامة و لا تُمتص بسهولة عبر القناة الهضمية و على الرغم من أن هذه المادة غير مخرشة فقد سُجلت تفاعلات فرط تحسس الكحول السيتيلي و الكحول السيتيريلي و هي المكونات الأساسية لهذه المادة .

## سلامة الاستعمال
تختلف الاحتياطات المتبعة أثناء التعامل مع المادة باختلاف الكمية و الظروف المحيطة. و يُنصح بحماية الأعين و ارتداء القفازات .
و هذه المادة قابلة للاشتعال و لدى احتراقها فإنها تولد أبخرة تحوي غاز أوكسيد الكربون السام .

## التنافرات
يتنافر مع المؤكسدات القوية .

## اقرأ أيضاً
- كحول سيتيلي